# زمین‌لرزه جوزای ۱۳۷۷ افغانستان
زمین‌لرزه افغانستان  در تاریخ ۳۰ مه ۱۹۹۸ میلادی، برابر با ‎۹ خرداد ۱۳۷۷، ساعت ۶:۲۲:۲۸ به زمان یوتی‌سی در افغانستان رخ داد. ژرفای این زلزله ۳۴٫۳ کیلومتر بود، و بزرگی آن ۶٫۵ در مقیاس Mw اعلام شده‌است. زمین‌لرزه به وقت محلی در روز شنبه، ساعت ۱۰٫۵ روی داده و منطقه زمانی آن یوتی‌سی +۴٫۵ بوده‌است .
سازمان زمین‌شناسی آمریکا نیز رومرکز این زمین‌لرزه را در مختصات ۳۷°۰۶′۲۲″شمالی ۷۰°۰۶′۳۶″شرقی / ۳۷٫۱۰۶°شمالی ۷۰٫۱۱°شرقی و ژرفای آن را در ۳۳ کیلومتر گزارش کرده‌است. بزرگی برگزیدهٔ این سازمان از میان بزرگی‌های محاسبه‌شدهٔ مختلف ۶٫۶ در مقیاس Mw بوده و از دید اثر، در میان چهار دسته‌بندی «نامحسوس»، «محسوس»، «زیان‌آور» یا «با تلفات»، زلزله را «با تلفات» اعلام کرده‌است.
پروژهٔ «تنسور گشتاور مرکزوار» زاویه‌های (راستا، شیب، ریک) گسل سازندهٔ زمین‌لرزه و صفحه عمود بر آن را (°۲۰۰، °۷۹، °۷-) یا (°۲۹۱، °۸۳، °۱۶۹-) و نوع گسل را «امتدادلغز» فرارسانده‌است.
شمار کشتگان زلزله حدود ۴۰۰۰ نفر بوده‌است.تعداد زخمیان ۱۹۳۵ نفر برآورده شده‌است.بی‌خانمان شدگان نیز ۴۵۰۰۰ نفر اعلام شده‌است.